# Мирошниковское сельское поселение
Миро́шниковское се́льское поселе́ние — муниципальное образование в составе Котовского района Волгоградской области.
Административный центр — село Мирошники.

## История
Мирошниковское сельское поселение образовано 22 декабря 2004 года в соответствии с Законом Волгоградской области № 974-ОД.

## Население
| 2010  | 2012  | 2013  | 2014  | 2015  | 2016  | 2017  |
| ----- | ----- | ----- | ----- | ----- | ----- | ----- |
| 1257  | ↘1207 | ↘1160 | ↘1131 | ↗1144 | ↘1134 | ↘1097 |
| 2018  | 2019  | 2020  | 2021  |       |       |       |
| ↘1087 | ↗1123 | ↗1124 | ↘1093 |       |       |       |

## Состав сельского поселения
| № | Населённый пункт | Тип населённого пункта       | Население |
| - | ---------------- | ---------------------------- | --------- |
| 1 | Гордиенки        | село                         | 227       |
| 2 | Дорошево         | село                         | 68        |
| 3 | Мирошники        | село, административный центр | 402       |
| 4 | Слюсарево        | село                         | 461       |
| 5 | Тарасово         | село                         | 99        |